# Wahlkreis Nr. 4 (Senat der Republik Polen, 2001–2011)
Der Wahlkreis Nr. 4 (polnisch Okręg wyborczy nr 4) war ein von 2001 bis 2011 bestehender Wahlkreis für die Wahl des Senats der Republik Polen und wurde auf Grundlage der Ordynacja wyborcza do Sejmu Rzeczypospolitej Polskiej i do Senatu Rzeczypospolitej Polskiej (Wahlordnung für den Sejm der Republik Polen und für den Senat der Republik Polen) vom 12. April 2001 (Dz.U. 2001 nr 46 poz. 499) errichtet. Die erste Wahl, die im Wahlkreis stattfand, war die Parlamentswahl am 23. September 2001.
Der Wahlkreis umfasste nach der Anlage Nr. 2 (Załącznik nr 2) der Ordynacja wyborcza do Sejmu Rzeczypospolitej Polskiej i do Senatu Rzeczypospolitej Polskiej in der letzten Bekanntmachung vom 30. Juni 2005 (Dz.U. 2005 nr 140 poz. 1173) die kreisfreie Stadt Bydgoszcz und die Powiate Bydgoski, Inowrocławski, Mogileński, Nakielski, Sępoleński, Świecki, Tucholski und Żniński der Woiwodschaft Kujawien-Pommern (Województwo kujawsko-pomorskie).
Durch den Wechsel von Mehrpersonenwahlkreisen zu Einpersonenwahlkreisen wurde der Wahlkreis Nr. 4 im Jahr 2011 aufgelöst. Das Gebiet des Wahlkreises entspricht den Wahlkreisen Nr. 9 und Nr. 10 seit 2011.
Der Sitz der Wahlkreiskommission war Bydgoszcz.

## Wahlkreisvertreter
| WP   | Wahl | Senator (Wahlkomitee) | Senator (Wahlkomitee)                                               | Senator (Wahlkomitee) | Senator (Wahlkomitee)                                                   |
| ---- | ---- | --------------------- | ------------------------------------------------------------------- | --------------------- | ----------------------------------------------------------------------- |
| V.   | 2001 |                       | Dorota Maria Kempka (KKW Sojusz Lewicy Demokratycznej – Unia Pracy) |                       | Zygmunt Alojzy Cybulski (KKW Sojusz Lewicy Demokratycznej – Unia Pracy) |
| VI.  | 2005 |                       | Radosław Tomasz Sikorski (KW Prawo i Sprawiedliwość)                |                       | Kosma Tadeusz Złotowski (KW Prawo i Sprawiedliwość)                     |
| VII. | 2007 |                       | Jan Rulewski (KW Platforma Obywatelska RP)                          |                       | Zbigniew Michał Pawłowicz (KW Platforma Obywatelska RP)                 |

## Wahlergebnisse

### Parlamentswahl 2001
Die Wahl fand am 23. September 2001 statt.
| # | Kandidat | Kandidat                    | Wahlkomitee                                              | Stimmen | Prozent |
| - | -------- | --------------------------- | -------------------------------------------------------- | ------- | ------- |
| 1 |          | Zygmunt Alojzy Cybulski     | KKW Sojusz Lewicy Demokratycznej – Unia Pracy            | 135.290 | 38,70 % |
| 2 |          | Bogdan Adam Dzakanowski     | KW Liga Polskich Rodzin                                  | 70.403  | 20,14 % |
| 3 |          | Wiesława Helena Kaźmierczak | KW Samoobrona Rzeczpospolitej Polskiej                   | 57.564  | 16,47 % |
| 4 |          | Dorota Maria Kempka         | KKW Sojusz Lewicy Demokratycznej – Unia Pracy            | 139.663 | 39,96 % |
| 5 |          | Maria Elżbieta Kurnatowska  | KW Polskiego Stronnictwa Ludowego                        | 43.239  | 12,37 % |
| 6 |          | Irena Helena Maciejewska    | KW Konserwatywno-Liberalnej Partii Unia Polityki Realnej | 18.900  | 5,41 %  |
| 7 |          | Henryk Wiesław Sobczak      | KW Polskiego Stronnictwa Ludowego                        | 28.971  | 8,29 %  |
| 8 |          | Andrzej Szymański           | KW Polskiej Unii Gospodarczej                            | 17.978  | 5,14 %  |
| 9 |          | Maciej Świątkowski          | KWW Blok Senat 2001                                      | 63.517  | 18,17 % |

Wahlberechtigte: 778.124 – Wahlbeteiligung: 46,52 % – Quelle: Dz.U. 2001 nr 109 poz. 1187

### Parlamentswahl 2005
Die Wahl fand am 25. September 2005 statt.
| #  | Kandidat | Kandidat                   | Wahlkomitee                            | Stimmen | Prozent |
| -- | -------- | -------------------------- | -------------------------------------- | ------- | ------- |
| 1  |          | Zygmunt Alojzy Cybulski    | KW Sojusz Lewicy Demokratycznej        | 44.268  | 15,15 % |
| 2  |          | Andrzej Jan Dorszewski     | KW Liga Polskich Rodzin                | 22.880  | 7,83 %  |
| 3  |          | Bogdan Adam Dzakanowski    | KW Centrum                             | 9.485   | 3,25 %  |
| 4  |          | Stanisław Grodzicki        | KW Liga Polskich Rodzin                | 20.568  | 7,04 %  |
| 5  |          | Marek Wojciech Kazimierski | KW Polskiego Stronnictwa Ludowego      | 22.249  | 7,61 %  |
| 6  |          | Andrzej Kobiak             | KW Platforma Obywatelska RP            | 59.017  | 20,20 % |
| 7  |          | Mieczysław Karol Naparty   | KW Partii Demokratycznej–demokraci.pl  | 11.158  | 3,82 %  |
| 8  |          | Stefan Marian Pastuszewski | KWW Stefana Pastuszewskiego            | 11.437  | 3,91 %  |
| 9  |          | Jan Rulewski               | KWW Jana Rulewskiego                   | 55.350  | 18,94 % |
| 10 |          | Radosław Tomasz Sikorski   | KW Prawo i Sprawiedliwość              | 76.370  | 26,14 % |
| 11 |          | Stanisław Edward Słomski   | KW Socjaldemokracji Polskiej           | 13.301  | 4,55 %  |
| 12 |          | Ryszard Zawiszewski        | KW Sojusz Lewicy Demokratycznej        | 36.516  | 12,50 % |
| 13 |          | Lech Stefan Zielonka       | KW Samoobrona Rzeczpospolitej Polskiej | 37.543  | 12,85 % |
| 14 |          | Kosma Tadeusz Złotowski    | KW Prawo i Sprawiedliwość              | 59.986  | 20,53 % |

Wahlberechtigte: 803.693 – Wahlbeteiligung: 37,97 % – Quelle: Dz.U. 2005 nr 195 poz. 1627

### Parlamentswahl 2007
Die Wahl fand am 21. Oktober 2007 statt.
| #  | Kandidat | Kandidat                   | Wahlkomitee                            | Stimmen | Prozent |
| -- | -------- | -------------------------- | -------------------------------------- | ------- | ------- |
| 1  |          | Stanisław Barłóg           | KW Polskiego Stronnictwa Ludowego      | 47.448  | 11,26 % |
| 2  |          | Ryszard Zdzisław Grobelski | KW Prawo i Sprawiedliwość              | 84.950  | 20,16 % |
| 3  |          | Rafał Kriger               | KW Narodowego Odrodzenia Polski        | 8.311   | 1,97 %  |
| 4  |          | Adam Jerzy Marcinkowski    | KKW Lewica i Demokraci SLD+SDPL+PD+UP  | 81.007  | 19,22 % |
| 5  |          | Zbigniew Michał Pawłowicz  | KW Platforma Obywatelska RP            | 140.606 | 33,36 % |
| 6  |          | Roman Kazimierz Puchowski  | KW Unia Polityki Realnej               | 8.276   | 1,96 %  |
| 7  |          | Jan Rulewski               | KW Platforma Obywatelska RP            | 142.054 | 33,71 % |
| 8  |          | Jan Józef Szopiński        | KKW Lewica i Demokraci SLD+SDPL+PD+UP  | 72.186  | 17,13 % |
| 9  |          | Wiesław Mikołaj Wróbel     | KW Samoobrona Rzeczpospolitej Polskiej | 13.722  | 3,26 %  |
| 10 |          | Kosma Tadeusz Złotowski    | KW Prawo i Sprawiedliwość              | 86.750  | 20,58 % |

Wahlberechtigte: 806.833 – Wahlbeteiligung: 53,26 % – Quelle: Dz.U. 2007 nr 198 poz. 1439